# 29歳のクリスマス
『29歳のクリスマス』（29さいのクリスマス）は、1994年10月20日から12月22日まで毎週木曜22:00 - 22:54に、フジテレビ系「木曜劇場」枠で放送されたテレビドラマ。鎌田敏夫脚本。全10話。最終話は30分拡大で22:00 - 23:24放送。主演は山口智子。
キャッチコピーは、「ひとりになりたい夜もある。」、「ひとりじゃ淋しい夜もある。」。第13回向田邦子賞受賞。

## ストーリー
矢吹典子（山口智子）、今井彩（松下由樹）、新谷賢（柳葉敏郎）の3人の友情を、それぞれの恋や仕事の厳しさを絡めて描いている。
アパレル会社に勤める典子は、29歳の誕生日に頭に円形脱毛症ができてしまう。また、仕事でもパリコレに派遣されるはずがパブの店長に出向となり、恋人・久保田（神保悟志）にも振られ、おまけに妊娠の心配が生じるなど、散々な1日になる。
女の意地で元恋人の結婚式に友人の彩、賢とともに出席した典子は、そこで知り合った業界トップクラスの木佐製作所の御曹司である木佐裕之（仲村トオル）からプロポーズを受ける。しかし「自立して生きていく」ことをモットーにしている典子は木佐の要求に応じなかった。
商社のクレーム係を務める賢は、式で見かけた一流物産会社のOLである上越香奈（水野真紀）に一目ぼれし、積極的にアプローチを始める。
カメラマンの彩は、今は結婚しているチェリストの浅葉達也（竹下欣伸）との関係が断ち切れずに続いていた。借金を抱えている彩は典子の提案で賢の家に同居することになり、後に典子も一緒に暮らすことになる。
最初は木佐のことを相手にしなかった典子だが、典子の生き方を理解し、また典子によって自分の生き方を親の財力を当てにするのではなく自分の力で生きていこうと変えていった木佐に次第に惹かれていく。五反田に開店したパブレストラン「快食倶楽部」の評判も良く、木佐との仲も順調になった典子だったが、木佐は両親の反対を押し切って新たに事業を起こそうとするが父に阻まれ失敗してしまう。木佐家が典子に出した結婚の条件は「元新聞記者であり典子の父でもある達夫（中村嘉葎雄）が論説員としてロンドンのデイリーニュースへ行くこと」だった。典子は英語をろくに話せない父にロンドン行きを懇願するが、しかしそこは肩書きだけで全く仕事の無いポストだった。
一方浅葉に「妻と別れる」と切り出された彩だが、浅葉の身勝手さを許せない彩は落ち込んでしまう。そして、やはり香奈との関係がうまくいっていない賢と一夜の関係を持ってしまう。結局、典子は木佐家の条件を断り、その代わりに木佐はフィラデルフィアの工場を建て直してから典子を迎えに行くと言って日本を去る。香奈との恋愛が叶い結婚にまでこぎつけた賢は、自分の子供が彩のお腹にいることを知らずに仙台へと再就職する。事実を賢に言わない彩をきつく叱る典子だったが、彩が一人で子供を産む決心の強いことを知り、典子は親友として彼女を支えていこうと決意するのだった。

## キャスト
括弧内の数字は設定年齢。
矢吹典子（29）
演 - 山口智子
本作の主人公。賢と彩とは親友であり、一緒に暮らしている。しっかりとした性格。
アパレル会社に勤務していたが、パブへ出向となり店長となる。木佐にプロポーズされ、最初は断ったが、彼の生き方を知り心を開く。
「自分の人生を好きになる」がモットー。

新谷賢（31）
演 - 柳葉敏郎
典子と彩の親友。優しい性格。久保田の結婚式で香奈と出会い、一目惚れする。
後に仙台で再就職することとなり、香奈と2人で仙台へと移り住む。
彩と一夜の関係を持っており、彩は賢との子供を妊娠する。

今井彩（28）
演 - 松下由樹
典子と賢の親友。テレビ局勤務のカメラマン。元商社勤め。典子と賢と暮らしている。
既婚者である浅葉と付き合っていたが、浅葉が妻と別れたことにより、自身も別れた。
賢と一夜の関係を持っており、賢との子供を妊娠したが、賢には伝えていない。
世界で一番優しい人との子供を産むのが子供の頃からの夢であった。

木佐裕之（31）
演 - 仲村トオル
木佐製作所の次男。久保田の結婚式で久保田を殴り、典子に一目惚れする。
典子と出会い、生き方が変わった。
最終回では、フィラデルフィアに行くことになり、典子に工場を立て直したら必ず迎えに行くと告げ、日本を発つ。

上越香奈（25）
演 - 水野真紀
賢が結婚式で一目惚れした女性。
婚約者がおり、賢とは胸キュンの思い出を作るために遊びで付き合っていたが、賢のことが忘れられなくなり婚約者と別れ、賢とともに仙台に行くことに。

深沢真穂（22）
演 - 稲森いずみ
木佐のことが好きで、たびたび典子に嫌がらせする。

浅葉達也（30）
演 - 竹下欣伸
彩の彼氏。既婚者。彩とは不倫関係にあった。妻とはお金目的で結婚。
後に妻と別れ彩を必要とするが、彩に別れを告げられ別れている。後にフランスへ向かう。

長堀英明（45）
演 - 近藤等則
典子の元不倫相手。後に典子と再会する。再会時には既に妻と別れていた。
元大手企業の企画部長であったが典子との再会時には辞めており、起業してる。
後に恐喝の罪で逮捕される。

矢吹美和（56）
演 - 吉行和子
典子の母。

矢吹達夫（58）
演 - 中村嘉葎雄
典子の父。新聞社勤務。

木佐三千子（51）
演 - 星由里子
木佐の母親。典子と木佐との結婚に反対する。

木佐隆一郎
演 - 森山周一郎
木佐の父親。木佐が背負った借金を肩代わりするかわりに木佐と典子の結婚に条件を出す。

久保田（1話）
演 - 神保悟志
典子が付き合っていたが、久保田の浮気により破局する。典子を自身の結婚式に招待し、結婚式で木佐に殴られる。

上岡課長
演 - 大河内浩
典子の上司。典子に仕事の失敗の責任を押し付けて典子をパブへ出向させる。
典子に殴られている。

真穂の兄
演 - 石井一孝
典子に一目惚れするが、彩とキスしている。

浅葉の音楽仲間
演 - 葉加瀬太郎

## サブタイトル
| 各話                                                       | 放送日         | サブタイトル               | 演出     | 視聴率 |
| ---------------------------------------------------------- | -------------- | -------------------------- | -------- | ------ |
| 第1話                                                      | 1994年10月20日 | 人生最悪の誕生日           | 鈴木雅之 | 20.9%  |
| 第2話                                                      | 1994年10月27日 | バカにしないでよ           | 鈴木雅之 | 18.9%  |
| 第3話                                                      | 1994年11月3日  | 彼の母親と会う             | 星田良子 | 21.3%  |
| 第4話                                                      | 1994年11月10日 | お局様と呼ばれて           | 鈴木雅之 | 20.8%  |
| 第5話                                                      | 1994年11月17日 | 可愛げのない女             | 星田良子 | 20.7%  |
| 第6話                                                      | 1994年11月24日 | 男と女のアクシデント       | 鈴木雅之 | 22.3%  |
| 第7話                                                      | 1994年12月1日  | 悲劇のヒロイン             | 星田良子 | 21.1%  |
| 第8話                                                      | 1994年12月8日  | 幸福はすぐ壊れる           | 鈴木雅之 | 23.8%  |
| 第9話                                                      | 1994年12月15日 | 素直になりたい             | 星田良子 | 22.9%  |
| 第10話                                                     | 1994年12月22日 | 誰のものでもない、私の人生 | 鈴木雅之 | 26.9%  |
| 平均視聴率 22.2%（視聴率は関東地区・ビデオリサーチ社調べ） |                |                            |          |        |

## スタッフ
- 脚本 - 鎌田敏夫
- 演出 - 鈴木雅之、星田良子
- 企画 - 宅間秋史、石原隆
- プロデューサー - 中山和記
- 音楽 - 瀬川英史、ROSE、石田勝範 その他
- 主題歌 - マライア・キャリー「恋人たちのクリスマス」(All I Want for Christmas Is You)
- 制作 - フジテレビ、共同テレビ

## 受賞歴
- 第13回向田邦子賞[2]
- 第12回ATPテレビグランプリ
  - 優秀賞（ノンフィクション部門）
  - ベスト20番組賞
- 第45回芸術選奨
  - 放送賞（鎌田敏夫）
- 第3回ザテレビジョンドラマアカデミー賞[3][4]
  - 最優秀作品賞
  - 脚本賞（鎌田敏夫）
  - 監督賞（鈴木雅之・星田良子）

## DVD化について
主題歌をマライア・キャリーが歌っていることもあり、著作権料の支払額が高額になるため、権利上の関係からDVD化が容易ではなく、実現していない。しかし現在もCSチャンネルのフジテレビONE等で何度か再放送されている他、2018年にはチバテレビやテレ玉でも再放送されている。2021年秋からtvkでも再放送が始まっている。

## リメイク
2003年には韓国で「シングルズ」というタイトルで映画としてリメイクされている。また2013年には同作がミュージカル化され、日本でもアミューズ・ミュージカルシアターで公演された。その際、初日公演でトークイベントが実施され、韓国人キャストの他、特別ゲストとしてオリジナルドラマ版に出演した松下由樹と脚本家の鎌田敏夫が登壇した。

## 続編
鎌田敏夫の書き下ろし小説「29歳からのクリスマス・再会」として、10年後の彩と典子を描く続編が発表されており、数社の電子書籍ストアで取り扱われている。